# Neusa Santos Souza
Neusa Santos Souza (Cachoeira, 1948 ou 1951- Rio de Janeiro, 20 de dezembro de 2008) foi uma psiquiatra, psicanalista e escritora brasileira. Sua obra é referência sobre os aspectos sociológicos e psicanalíticos da negritude. inaugurando o debate contemporâneo e analítico sobre o racismo no Brasil.

## Biografia
Nascida em Cachoeira, Bahia, formou-se em medicina pela Universidade Federal da Bahia e tornou-se psiquiatra e psicanalista de orientação lacaniana. Estabeleceu-se no Rio de Janeiro onde adquiriu o título de Mestre em Psiquiatria pela Universidade Federal do Rio de Janeiro, conviveu com intelectuais e deu importante contribuição na luta contra a discriminação racial. 
Sua dissertação de mestrado deu origem à obra Tornar-se negro: as vicissitudes da identidade do negro brasileiro em ascensão social, considerado um marco da psicologia preta no Brasil. O livro, a despeito do intento da autora, recebeu nova edição em 2020. Contribuiu também com artigos sobre a psicose e a psicanálise lacaniana. 
Trabalhou no Núcleo de Atendimento Terapêutico - NAT, no Centro Psiquiátrico Pedro II, atual IMAS Nise da Silveira, Casa Verde Núcleo de Assistência em Saúde Mental que também funciona como hospital-Dia e atendimentos psicoterapêuticos, onde organizou diversos seminários. Escrevia para jornais e periódicos, frequentemente no Correio da Baixada. 
Em reconhecimento as suas contribuições, foi criado, em 2015, no curso de psicologia da Universidade Estadual do Rio de Janeiro, o Coletivo de Estudantes Neusa Souza; o volume quatro da importante coleção Sankofa, é dedicado à sua memória. É saudada pelo Conselho Federal de Psicologia que, após pressão dos movimentos negros, lançou um guia de referências técnicas para a atuação dos psicólogos, sobre relações raciais. 
Por ocasião de sua morte, em 2008, a Fundação Palmares louvou, em nota, sua contribuição para o estudo das relações raciais, considerando a obra da autora como "primeira referência sobre a questão racial na psicologia".
A produção acadêmica de Neusa Santos é referência para o pensamento da psicologia brasileira sobre relações étnico raciais, sobre o processo de "branqueamento" e o sofrimento psíquico dos negros na sociedade brasileira. Seu nome é homenageado no Rio de Janeiro, com o Centro de Atenção Psicossocial (CAPS) II Neusa Santos Souza.

## Obras
- Tornar-se negro: as vicissitudes da identidade do negro brasileiro em ascensão social (1983)[8]
- A psicose: um estudo lacaniano (1991)[9]
- O objeto da angústia (2005)[10]